# 10匹のコブタちゃん 〜ヤセガマンしないTV〜
『10匹のコブタちゃん 〜ヤセガマンしないTV〜』（じっぴきのこぶたちゃん 〜ヤセガマンしないテレビ〜）は、フジテレビ系列で2013年1月22日（21日深夜）から9月17日（16日深夜）に放送されていたバラエティ番組である。

## 概要
- 番組テーマは“No more ヤセガマン!!”。
- 森三中、近藤春菜（ハリセンボン）、柳原可奈子、渡辺直美、ジェーン・スーの女芸人たちが「コブタちゃん」なるキャラクターに扮して、芸能ニュースや時事ネタ、またメンバーそれぞれが持ち合わせている裏話などをヤセガマンせず自由奔放に切り込んでいき、それを人間・渡部建（アンジャッシュ）がツッコミを入れるというのが一連の流れである。中には森三中・黒沢のオセロ・中島知子に関する話や森三中・大島のキングコング西野のツイートに対する反論など過激発言が飛び出すこともあるのが特徴である。
- また、“寝る前に食べたい料理”を紹介するコーナー「オネザ」や、パンプキンズ・伊知地が日本各地にあるホテルの朝ビュッフェを食べまくる「コブタビ」と呼ばれるコーナーが存在する。
- 『FNS27時間テレビ27』の基幹番組となった。番組には当番組レギュラーの森三中・近藤・柳原・渡辺に、オアシズ・友近・椿鬼奴・箕輪はるかを加えた計11名の女性芸人が「女芸人イレブン」として総合司会を務めた。

## 出演者

### 司会（人間）
- 渡部建（アンジャッシュ）

### レギュラー（コブタちゃん）
- 大島美幸（森三中）
- 村上知子（森三中）
- 黒沢かずこ（森三中）
- 近藤春菜（ハリセンボン）
- ジェーン・スー
- 柳原可奈子
- 渡辺直美
- 浦朋恵（プロサックス奏者）
- 伊知地真理子（パンプキンズ）※コブタビのみ

## ネット局
| 放送対象地域  | 放送局             | 系列           | 放送日時                     | 放送期間                | 遅れ       |
| ------------- | ------------------ | -------------- | ---------------------------- | ----------------------- | ---------- |
| 関東広域圏    | フジテレビ         | フジテレビ系列 | 火曜 0:45 - 1:10（月曜深夜） | 2013年1月22日 - 9月17日 | 制作局     |
| 宮城県        | 仙台放送           | フジテレビ系列 | 火曜 0:45 - 1:10（月曜深夜） | 2013年1月22日 - 9月17日 | 同時ネット |
| 長野県        | 長野放送           | フジテレビ系列 | 火曜 0:45 - 1:10（月曜深夜） | 2013年1月22日 - 9月17日 | 同時ネット |
| 岡山県 香川県 | 岡山放送           | フジテレビ系列 | 火曜 0:45 - 1:10（月曜深夜） | 2013年1月22日 - 9月17日 | 同時ネット |
| 高知県        | 高知さんさんテレビ | フジテレビ系列 | 火曜 0:45 - 1:10（月曜深夜） | 2013年1月29日 - 9月17日 | 同時ネット |
| 愛媛県        | テレビ愛媛         | フジテレビ系列 | 月曜 0:25 - 0:55（日曜深夜） | 2013年4月8日 - 9月23日  | 6日遅れ    |
| 広島県        | テレビ新広島       | フジテレビ系列 | 火曜 0:35 - 1:00（月曜深夜） | 2013年1月29日 - 9月24日 | 7日遅れ    |
| 新潟県        | 新潟総合テレビ     | フジテレビ系列 | 火曜 0:40 - 1:05（月曜深夜） | 2013年1月29日 - 9月24日 | 7日遅れ    |
| 北海道        | 北海道文化放送     | フジテレビ系列 | 火曜 0:50 - 1:15（月曜深夜） | 2013年1月29日 - 9月24日 | 7日遅れ    |
| 福岡県        | テレビ西日本       | フジテレビ系列 | 火曜 1:30 - 1:55（月曜深夜） | 2013年4月23日 - 9月24日 | 7日遅れ    |
| 富山県        | 富山テレビ         | フジテレビ系列 | 土曜 1:10 - 1:35（金曜深夜） | 2013年4月13日 - 9月28日 | 11日遅れ   |
| 鳥取県 島根県 | 山陰中央テレビ     | フジテレビ系列 | 日曜 1:05 - 1:30（土曜深夜） | 2013年2月3日 - 9月29日  | 12日遅れ   |
| 山形県        | さくらんぼテレビ   | フジテレビ系列 | 火曜 0:35 - 1:00（月曜深夜） | 2013年2月5日 - 10月1日  | 14日遅れ   |
| 佐賀県        | サガテレビ         | フジテレビ系列 | 火曜 0:35 - 1:00（月曜深夜） | 2013年2月5日 - 10月8日  | 14日遅れ   |
| 長崎県        | テレビ長崎         | フジテレビ系列 | 水曜 0:45 - 1:15（火曜深夜） | 2013年2月6日 - 9月25日  | 15日遅れ   |
| 熊本県        | テレビくまもと     | フジテレビ系列 | 木曜 0:35 - 1:05（水曜深夜） | 2013年2月7日 - 9月26日  | 16日遅れ   |
| 鹿児島県      | 鹿児島テレビ       | フジテレビ系列 | 土曜 2:20 - 2:45（金曜深夜） | 2013年2月9日 - 9月28日  | 18日遅れ   |
| 近畿広域圏    | 関西テレビ         | フジテレビ系列 | 火曜 1:30 - 1:58（月曜深夜） | 2013年4月23日 - 10月1日 | 21日遅れ   |
| 沖縄県        | 沖縄テレビ         | フジテレビ系列 | 水曜 1:43 - 2:13（火曜深夜） | 2013年4月10日 - 10月2日 | 22日遅れ   |
| 静岡県        | テレビ静岡         | フジテレビ系列 | 金曜 16:30 - 16:55           | 2013年5月3日 - 10月2日  | 25日遅れ   |
| 青森県        | 青森テレビ         | TBS系列        | 火曜 0:33 - 0:58（月曜深夜） | 2013年5月14日 - 10月8日 | 28日遅れ   |
| 中京広域圏    | 東海テレビ         | フジテレビ系列 | 火曜 0:45 - 1:25（月曜深夜） | 2013年2月26日 -         | 35日遅れ   |
| 秋田県        | 秋田テレビ         | フジテレビ系列 | 水曜 0:35 - 1:05（火曜深夜） | 2013年4月3日 - 10月16日 | 64日遅れ   |
| 石川県        | 石川テレビ         | フジテレビ系列 | 月曜 1:25 - 1:55（日曜深夜） | 2013年4月22日 - 9月28日 | 83日遅れ   |
| 岩手県        | 岩手めんこいテレビ | フジテレビ系列 | 水曜 0:40 - 1:10（火曜深夜） | 2013年6月19日 - 10月2日 | 99日遅れ   |

## スタッフ
- 構成：鈴木おさむ、福原フトシ、金森直哉、オークラ
- ナレーター：松村未央・宮澤智（フジテレビアナウンサー）
- TP：高瀬義美
- SW：高田治
- CAM：小川利行
- VE：武田和浩、宮本学
- AUD：加瀬悦史、森田篤
- LD：安藤雄郎
- 美術プロデューサー：三竹寛典
- デザイン：鈴木賢太
- 美術進行：楫野淳司
- 大道具：松本達也
- アクリル装飾：斉藤祐介
- 装飾：門間誠
- 特殊装置：日下信二
- 植木装飾：後藤健
- メイク：山田かつら
- 編集：瓜田利昭（D-Craft）
- MA：吉田肇
- 音効：大久保吉久（3×7）
- CGプロデューサー：久保田幸
- CGデザイン：永田明日香（イアリン・ジャパン）
- コーナーイラスト：植田杏子
- リサーチ：野村直子、木崎綾子（ビスポ）
- 技術協力：ニューテレス、IMAGICA、fmt（旧FLT）、マルチバックス
- 制作協力：スタッフラビ
- 編成：加藤達也
- 広報：片山正康
- TK：水越理恵
- デスク：若林咲子、川野友美
- AP：児玉芳郎、稲葉友紀子、林田直子
- ディレクター：小牧敏哉、荒井勇輔、井上真吾、堀川香奈
- プロデューサー：原島雅之
- 演出：渡辺琢
- チーフプロデューサー：亀高美智子
- 製作著作：フジテレビ